# Sandstedt
Sandstedt è una frazione del comune tedesco di Hagen im Bremischen.

## Storia
Il comune di Sandstedt fu soppresso e aggregato al comune di Hagen im Bremischen il 1º gennaio 2014.